# Erina Kamiya
Erina Kamiya (jap. 神谷 衣理那, Kamiya Erina; * 1. Mai 1992 in Hokkaidō) ist eine ehemalige japanische Eisschnellläuferin.

## Werdegang
Kamiya debütierte im Dezember 2010 in Changchun im Eisschnelllauf-Weltcup und belegte dabei im B-Weltcuo den achten Platz über 1000 m und im A-Weltcup den 21. Platz über 1000 m. Bei den Einzelstreckenweltmeisterschaften 2013 in Sotschi errang sie en 19. Platz über 1000 m. Zu Beginn der Saison 2015/16 holte sie im Teamsprint in Calgary ihren ersten Weltcupsieg. Im weiteren Saisonverlauf kam sie im Teamsprint in Salt Lake City auf den dritten und im Teamsprint in Heerenveen auf den zweiten Platz. Im Februar 2016 belegte sie bei den Einzelstreckenweltmeisterschaften 2016 in Kolomna den 12. Platz im 2 × 500-m-Lauf und bei der Sprintweltmeisterschaft 2016 in Seoul den 25. Platz. Nachdem sie zu Beginn der Saison 2016/17 den Teamsprint zusammen mit Arisa Gō und Maki Tsuji in Nagano gewonnen hatte, kam sie in Astana mit dem dritten Platz über 500 m erstmals im Weltcupeinzel aufs Podium. Im weiteren Saisonverlauf wurde sie in Stavanger Dritte über 500 m sowie Zweite im Teamsprint und erreichte damit den dritten Platz im Weltcup über 500 m. Bei der Sprintweltmeisterschaft 2017 in Calgary errang sie den 12. Platz. Im folgenden Jahr belegte sie bei den Olympischen Winterspielen in Pyeongchang den 13. Platz über 500 m.

## Persönliche Bestzeiten
- 500 m: 37,40 s (aufgestellt am 3. Dezember 2017 in Calgary)
- 1000 m: 1:14,73 min (aufgestellt am 2. Dezember 2017 in Calgary)
- 1500 m: 2:02,35 min (aufgestellt am 14. März 2008 in Calgary)
- 3000 m: 4:46,74 min (aufgestellt am 13. Januar 2007 in Shibukawa)